# Trofeo Joaquim Agostinho
De Trofeo Joaquim Agostinho (Portugees: Grande Prémio Internacional de Torres Vedras - Troféu Joaquim Agostinho) is een Portugese meerdaagse wielerwedstrijd in de Portugese gemeente Torres Vedras.
De koers werd in 1978 opgericht onder de naam Grande Prémio Ciclismo de Torres Vedras en later omgedoopt tot Grande Prémio Internacional de Ciclismo de Torres Vedras. In 1984 werd de naam voor het laatst gewijzigd en vernoemd naar Joaquim Agostinho, die geldt een van de beste Portugese wielrenners aller tijden, en die dat jaar overleed.
Vanaf 2005 maakt de ronde deel uit van de UCI Europe Tour, met een classificatie van 2.1. De eerste winnaar van de koers was de Portugees Carlos Santos. Joaquim Sampaio en Joaquim Gomes uit Portugal en David Bernabéu uit Spanje hebben de meeste eindzeges op hun naam: tweemaal wonnen ze de koers. Tot en met de editie van 2025 heeft geen enkele Belg of Nederlander de Trofeo Joaquim Agostinho op zijn naam kunnen schrijven.

## Lijst van winnaars

### Meervoudige winnaars
| Overwinningen | Renner               | Jaren            |
| ------------- | -------------------- | ---------------- |
| 3             | Frederico Figueiredo | 2020, 2021, 2022 |
| 2             | Joaquim Gomes        | 1990, 1994       |
| 2             | Joaquim Sampaio      | 1993, 1996       |
| 2             | David Bernabéu       | 2002, 2004       |
| 2             | Ricardo Mestre       | 2011, 2012       |

### Overwinningen per land
| Overwinningen | Land |
| ------------- | --- |
| 28            | Portugal |
| 9             | Spanje |
| 1             | Argentinië, Bulgarije, Duitse Democratische Republiek, Frankrijk, Italië, Kazachstan, Letland, Rusland, Uruguay, Venezuela, Zwitserland |